# Boarmia panconita
Boarmia panconita är en fjärilsart som beskrevs av Turner 1917. Boarmia panconita ingår i släktet Boarmia och familjen mätare. Inga underarter finns listade i Catalogue of Life.